# دودة الزرع
دودة الزرع أو حفار أوراق الحبوب (الاسم العلمي: Syringopais temperatella) هو عثة صغيرة الحجم جدًا من فصيلة Pterolonchidae. توجد في قبرص واليونان والشرق الأدنى. وهي آفة مهمة في حقول الحبوب في بعض المناطق.

## الوصف
النوع ثنائي الشكل جنسيا . الذكر أكبر بالتأكيد من الأنثى خاصة فيما يتعلق بجناحيها. تدخل تحت بشرة نصل العصف فتمتص عصار النسج وتميتها. تركب الزرع لاسيما القمح فتؤذيه. تظهر من أيار إلى حزيران. فراشتها صغيرة القد سمراء مهدبة الأجنحة، وحيدة الجيل الحولي تظهر من تموز إلى آب.